# Juan José Zúñiga
Juan José Zúñiga Macías (Uncía, 30 settembre 1968) è un ex ufficiale boliviano che ha ricoperto il ruolo di comandante generale dell'Esercito boliviano dal novembre 2022 fino alla sua destituzione nel giugno 2024.

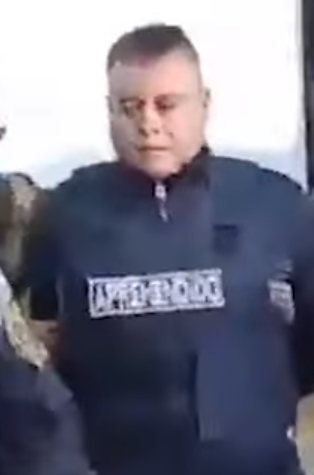
Zuniga nel 2024 dopo l'arresto.

È conosciuto principalmente per aver alimentato il fallito colpo di Stato in Bolivia del 2024, venendo poi arrestato.

## Biografia

### Il colpo di Stato del 2024
Zúñiga è stato sollevato dall'incarico di comandante generale prima del golpe militare dopo una serie di minacce contro Evo Morales. In esse, ha definito l'ex presidente un "traditore" e lo ha accusato di aver tramato una rivoluzione contro l'attuale governo, affermando che la Costituzione boliviana impedirebbe a Morales di tornare al potere.
In precedenza, Zúñiga era stato accusato da Morales di essere il comandante dell'organizzazione militare Pachajcho, presumibilmente complottando per eliminare l'ex presidente come parte di un "piano nero" contro i leader dei coltivatori di coca e gli oppositori politici.
È stato licenziato e arrestato per aver violato la costituzione boliviana, trasgredendo il divieto di deliberare e interferire nella politica. Dopo il suo arresto il generale José Sanchez Velasquez è diventato nuovo comandante generale dell'esercito boliviano.